# Liodessus saratogae
Liodessus saratogae är en skalbaggsart som beskrevs av K. B. Miller 1998. Liodessus saratogae ingår i släktet Liodessus och familjen dykare. Inga underarter finns listade i Catalogue of Life.